# Microsoft Outlook Express
Microsoft Outlook Express foi um programa cliente de e-mail e de notícias da Microsoft. Ele permitia que o usuário administrasse mais de uma conta de e-mail e também utilizasse formatação HTML nas mensagens.
O software acompanhava gratuitamente alguns produtos da Microsoft, tais como o Microsoft Internet Explorer (a partir de sua versão 4.x), o  sistema operacional Windows 98, Windows ME, Windows 2000,  Windows XP e Microsoft Office 98 para Macintosh. Vale ressaltar que o Outlook Express foi criado mais especificamente para usuários de computadores domésticos, que obtêm acesso às suas mensagens de e-mail acessando um ISP (Provedor de Serviços de Internet). No caso do Windows Vista, este foi substituído pelo Windows Mail.

## Principais características
- Suporte aos protocolos SMTP (Simple Mail Transfer Protocol), POP3 (Post Office Protocol 3) e IMAP (Internet Mail Access Protocol);
- Suporte a grupos de notícias e diretórios através dos protocolos LDAP (Lightweight Directory Access Protocol), MHTML (Multipurpose Internet Mail Extension Hypertext Markup Language), HTML (Hypertext Markup Language), S/MIME (Secure/Multipurpose Internet Mail Extensions) e NNTP (Network News Transfer Protocol);
- Ferramentas de migração que importam automaticamente suas configurações, entradas do catálogo de endereços e mensagens existentes de outros softwares, tais como Eudora, Netscape e Microsoft Exchange Server;
- Permite a personalização de mensagens eletrônicas através da utilização de planos de fundo e imagens diferentes, tornando-as semelhantes a papéis de carta.

## Diferenças entre Microsoft Outlook e Outlook Express
Outlook Express é um aplicativo diferente do Microsoft Outlook. Os dois programas não compartilham uma base de código comum, mas compartilham uma filosofia arquitetônica comum. Os nomes semelhantes levam muitas pessoas a concluir incorretamente que o Outlook Express é uma versão simplificada do Microsoft Outlook. O Outlook Express usa o Catálogo de Endereços do Windows para armazenar informações de contato e se integra perfeitamente a ele.
Ao escolher entre o Outlook Express e o Outlook, os usuários e as empresas devem basear sua decisão de uso nos seguintes critérios:
Escolha o Outlook Express se:
- Você necessitar apenas das funcionalidades de e-mail e de grupo de notícias;
- Você usa ou planeja usar o Office 98 para Macintosh e quiser se beneficiar da integração do Outlook Express com esta versão do conjunto do Office.

Escolha o Microsoft Outlook se:
- Você necessita de funcionalidades de email e de grupo de discussão com base em padrões avançados de Internet;
- Você necessita de calendários pessoais, agendamento de grupo e gerenciamento de tarefas e de contatos;
- Você necessita de calendário e emails integrados, clientes de diversas plataformas;
- Você usar ou planeja usar o Office 97, o Office 2000, o Office XP ou o Exchange Server e quiser se beneficiar da integração do Outlook com esta versão do conjunto do Office e da integração com o Exchange Server;
- Você necessita de capacidades de colaboração em tempo de execução e em tempo de criação robustos e integrados;
- Sincronização de agenda e e-mails com ferramentas de terceiros.